# Fort de la Duchère
Le fort de la Duchère ou fort de Balmont est un fort situé dans le 9e arrondissement de Lyon. Composé de cinq bastions construits entre 1844 et 1851, il faisait partie de la première ceinture de Lyon. La particularité de ce fort était sa forme en étoile, évoquant le style des fortifications et constructions de Vauban. Il est détruit dans les années 1960 pour édifier un complexe sportif.

## Histoire

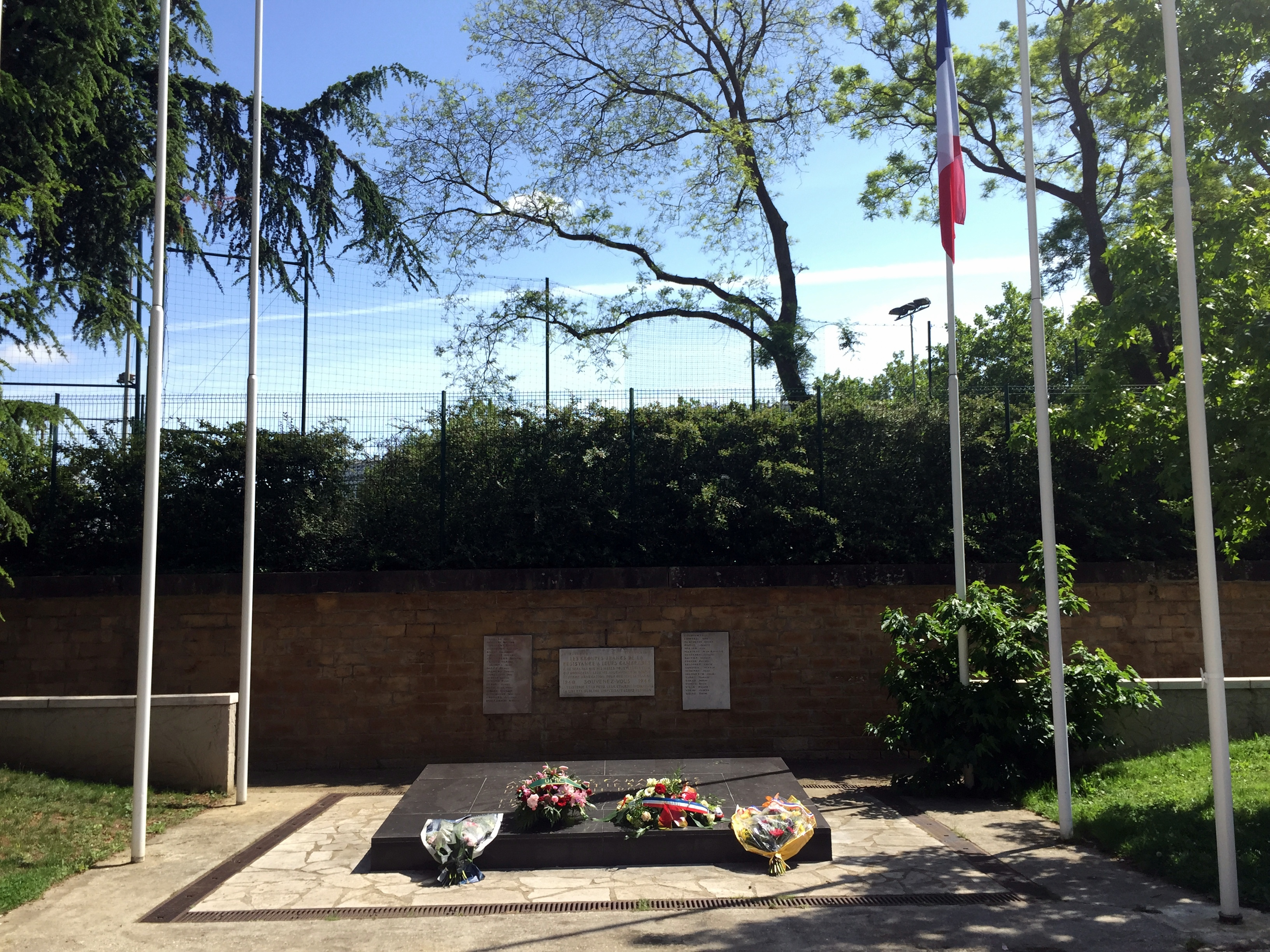
Le mur des Fusillés à La Duchère en hommage aux 39 résistants.

Il est initialement construit afin de défendre Lyon au cas où l'ennemi arrivait à infiltrer Limonest par la route Paris-Lyon, et plus particulièrement par les routes royales de la Bourgogne et du Bourbonnais.
Du 19 février 1944 au 4 août 1944, 39 résistants sont fusillés par des Français dans le fort après avoir été condamnés à mort par une cour martiale de la Milice. 
Désaffecté en 1957, il est ensuite utilisé dans les années 1960 comme centre de recrutement par l'armée, avant d'accueillir des rapatriés d’Algérie.

## Époque contemporaine
Lors de la construction du quartier de la Duchère, le fort de Balmont est transformé en complexe sportif. Se trouvent notamment à l'emplacement du fort, le stade de La Duchère et la halle d'athlétisme Stéphane-Diagana. Il ne reste plus que quelques bastions. 